# Autel de Verdun

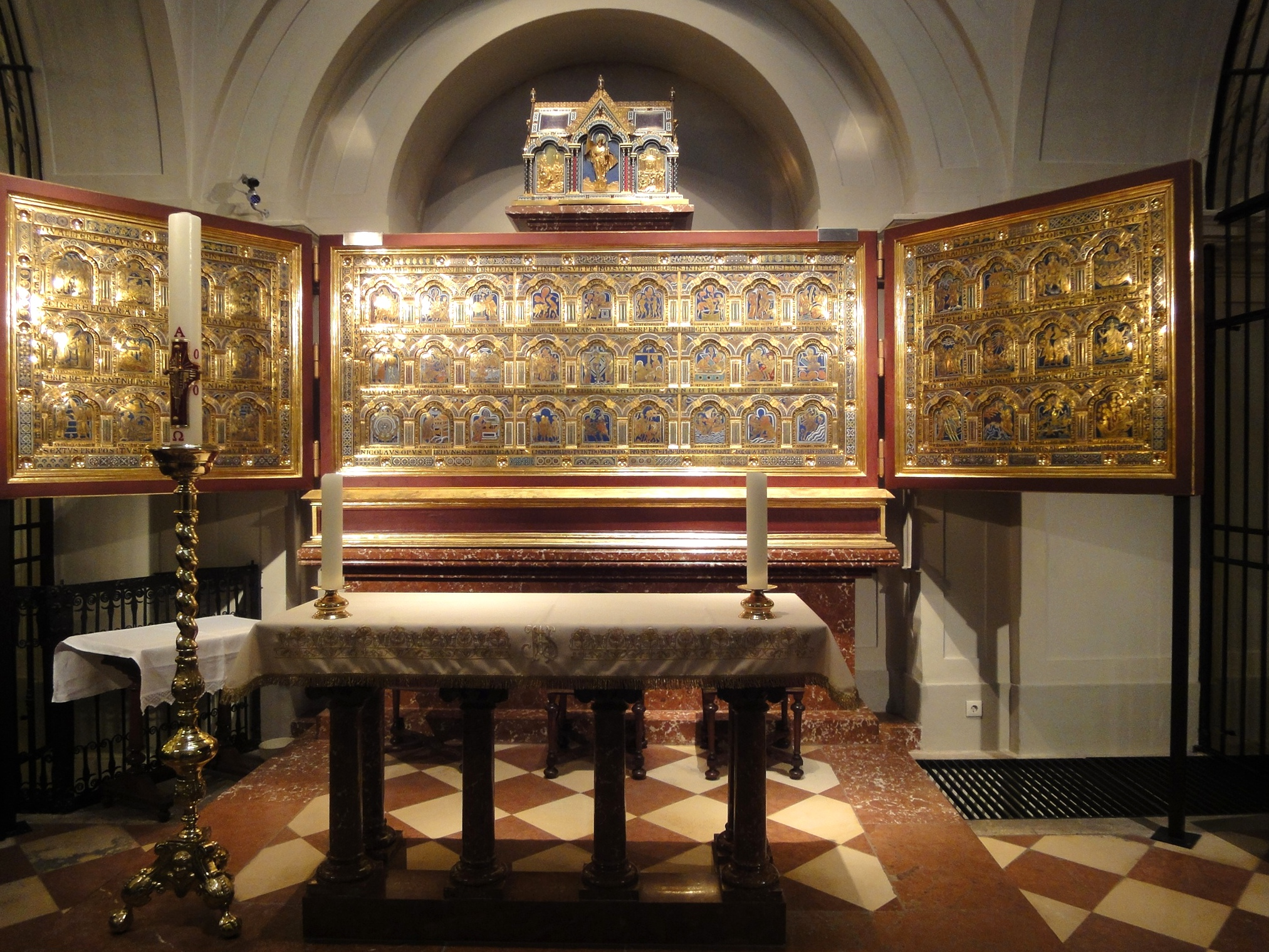
Vue d'ensemble.

L'autel de Verdun, l'ambon de Klosterneuburg ou le retable de Klosterneuburg, est une œuvre mosane réalisée en 1181 par Nicolas de Verdun pour l'abbaye de Klosterneuburg, en Basse-Autriche au nord de Vienne. Ses trois parties comprennent 51 plaques de cuivre doré réalisées selon la technique du champlevé, semblables à la Châsse des rois mages[Quoi ?] de la cathédrale de Cologne.

## Histoire
L'œuvre était originellement prévue pour orner les parois d'un ambon.

Peu de documents du moyen âge sont conservés, ce qui explique que beaucoup d'œuvres sont encore en attente d'attribution. Cependant, l'artiste de l'ambon de Klosterneuburg est bien connu. Il a lui-même signé son œuvre en latin par :
ANNO MILLENO CENTENO SEPTUAGENO
NEC NON UNDENO. GWERNHERUS, CORDE SERENO.
SEXTUS PRAEPOSITUS. TIBI. VIRGO MARIA. DICAVIT

QUOD NICOLAUS OPUS VIRDUNENSIS FABRICAVIT
L'année ou à mille cent soixante-dix s'ajoutent onze, Gwernhereus, le cœur heureux, alors sixième prieur dédia, Vierge Marie, à toi, l'oeuvre que Nicolas de Verdun fabriqua.

En 1330, un grave incendie se déclare dans l'église abbatiale. L'ambon est épargné grâce aux moines qui l'aspergent du vin de leur cave pour éviter que les flammes ne viennent l'endommager. En 1331, le prieur Etienne de Syrendorf demande à des artistes viennois de réparer et nettoyer l'œuvre, et de l'adapter à la nouvelle église, non pas en tant que décor d'ambon, mais en tant que retable triptyque. Une autre inscription, suivant la signature de Nicolas de Verdun, en informe le lecteur :
CHRISTO MILLENO T[RE]CENTENO VIGENO [UNDE]NO P[RAE]POSIT[US] STEPHAN[US] DE SYRENDORF GENERAT[US] HOC OP[US] AURATUM TULIT HUC TABULIS RENOVATUM AB CRUCIS ALTARI DE STRUCTURA TABULAI QUE PRIUS ANNEXA FUIT AMBONIQUE REFLEXA
Du Christ la mille trois cent vingtième année plus onze, Le prévôt Etienne natif de Syrendorf Ce chef-d'œuvre doré, en tables rénové, jusqu'ici transporta De l'autel de la Croix où, construit de tableaux, Il fut auparavant attaché et en arrière replié Tout autour de l'ambon.

## Description
L'œuvre mesure 5 mètres de long et 1 mètre 10 de haut. Elle est composée de trois panneaux de cuivre travaillé ajourés, dans lesquels sont insérés 51 plaques émaillées réparties sur trois registres. Les techniques principales utilisées sont celles des émaux champlevés et du cuivre repoussé.
Les couleurs dominants l'ensemble, mis à part le doré du cuivre, sont les différentes teintes de bleu composant le fond et le cadre, le noir pour les inscriptions et le sombres, le rouge pour accentuer les formes et le blanc permettant d'accentuer les limites de certains éléments tels que les cadres ou les sols. Ces couleurs sont également présente dans les ornements décoratifs présent sur les panneaux.
Les registres supérieur et inférieur n'ont pas une lecture linéaire, contrairement au registre médian qui suit la chronologie de la vie du Christ.

## Programme iconographique
L'ensemble des scènes est divisée en trois registres indépendants consistant en des parties antelegem (avant la Loi), sub gratia (sous la grâce, relate les événements du Nouveau Testament et de la vie du Christ) et sub lege (sous la Loi).
Ce programme iconographique propose une lecture typologique de différents événements de la Bible. C'est-à-dire qu'il met en relation l'Ancien et le Nouveau Testaments pour prouver la réalisation des prophéties qui annonçaient l'arrivée du Messie.
| 1ère colonne                                   | 2e colonne          | 3e colonne                     | 4e colonne                                          |
| ---------------------------------------------- | ------------------- | ------------------------------ | --------------------------------------------------- |
| Annonciation de la naissance d'Isaac à Abraham | Naissance d'Isaac   | Circoncision d'Isaac au Temple | Abraham offrant la dîme de son butin à Melchisédech |
| Annonciation à la Vierge                       | Nativité            | Circoncision de Jésus          | L'Adoration des Mages                               |
| Annonciation de la naissance de Samson         | Naissance de Samson | Circoncision de Samson         | Salomon recevant la Reine de Saba                   |

| 5e colonne              | 6e colonne                   | 7e colonne                                     | 8e colonne (ajoutée en 1331) | 9e colonne        | 10e colonne (ajoutée en 1331)            | 11e colonne                          | 12e colonne                                 | 13e colonne                      |
| ----------------------- | ---------------------------- | ---------------------------------------------- | ---------------------------- | ----------------- | ---------------------------------------- | ------------------------------------ | ------------------------------------------- | -------------------------------- |
| Passage de la mer Rouge | Moïse retournant en Égypte   | Oblation par le roi Melchisédech               | Caïn tuant Abel              | Sacrifice d'Isaac | Adam et Eve commettant le péché originel | Joseph dans la citerne               | L'Ange exterminateur épargne les Israélites | Bénédiction de Jacob             |
| Baptême du Christ       | Entrée à Jérusalem           | Cène                                           | Trahison de Judas            | Crucifixion       | Descente de le croix                     | Mise au tombeau                      | Descente aux Limbes                         | Résurrection                     |
| Mer de Bronze           | Sacrifice de l'Agneau pascal | Déposition de la Manne dans l'Arche d'Alliance | Joab tuant Abner             | Grappe de Canaan  | Dé-pendaison du roi de Jéricho           | Jonas jeté dans le ventre du poisson | Samson déchire la gueule du lion            | Samson enlève les portes de Gaza |

| 14e colonne                 | 15e colonne                                     | 16e colonne            | 17e colonne          |
| --------------------------- | ----------------------------------------------- | ---------------------- | -------------------- |
| Ravissement d'Hénoch        | La colombe rapportant à Noé un rameau d'olivier | Apparition du seigneur | La Jérusalem Céleste |
| Assomption                  | La Pentecôte                                    |                        |                      |
| Assomption du prophète Élie | Moïse recevant la Loi sur le mont Sinaï         |                        |                      |

L'agencement pourrait se référer aux doctrines mystiques du théologien médiéval Hugues de Saint-Victor.

## Galerie

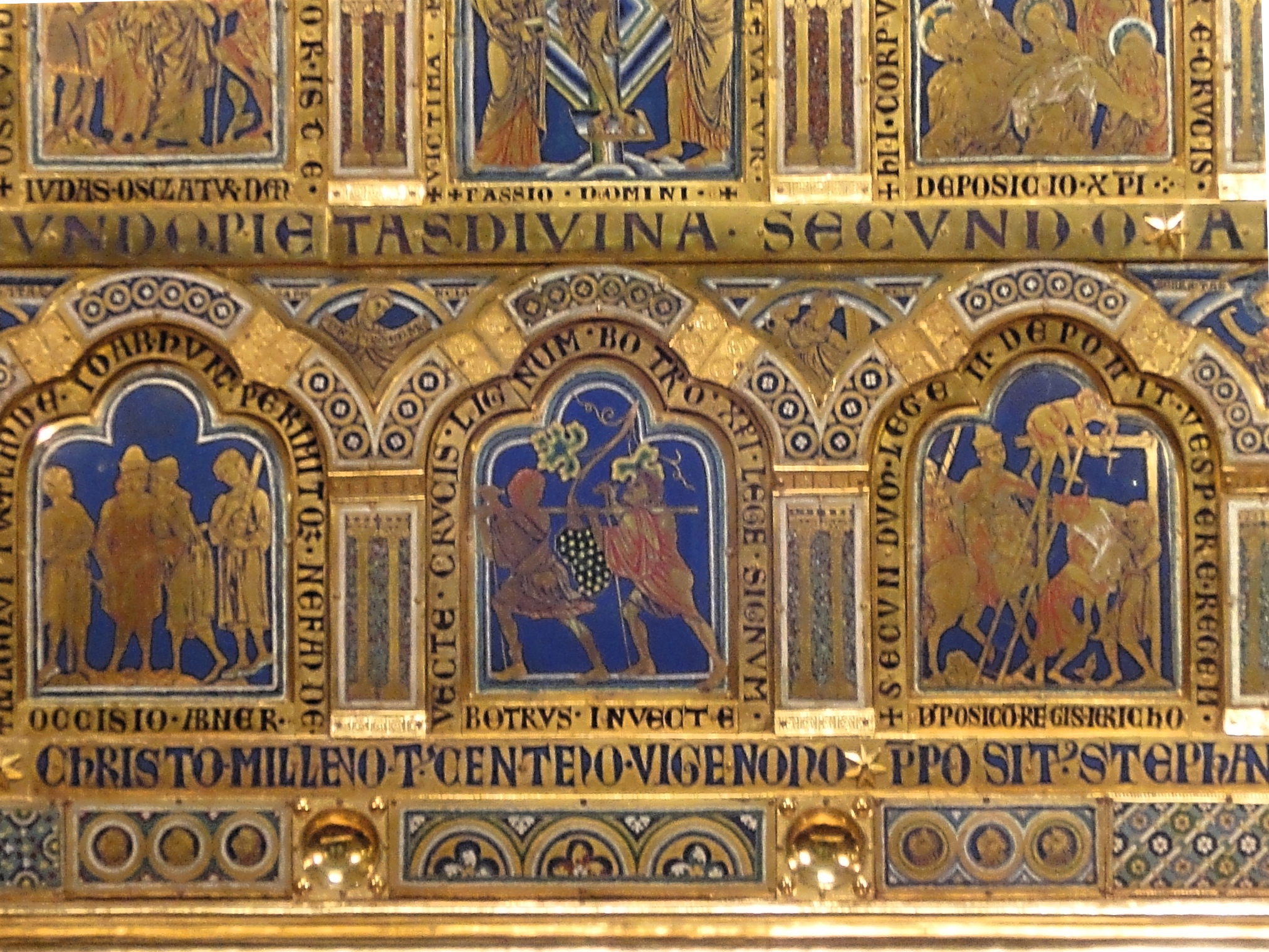
De gauche à droite : Joab tuant Abner, la Grappe de Canaan et la dé-pendaison du roi de Jéricho.
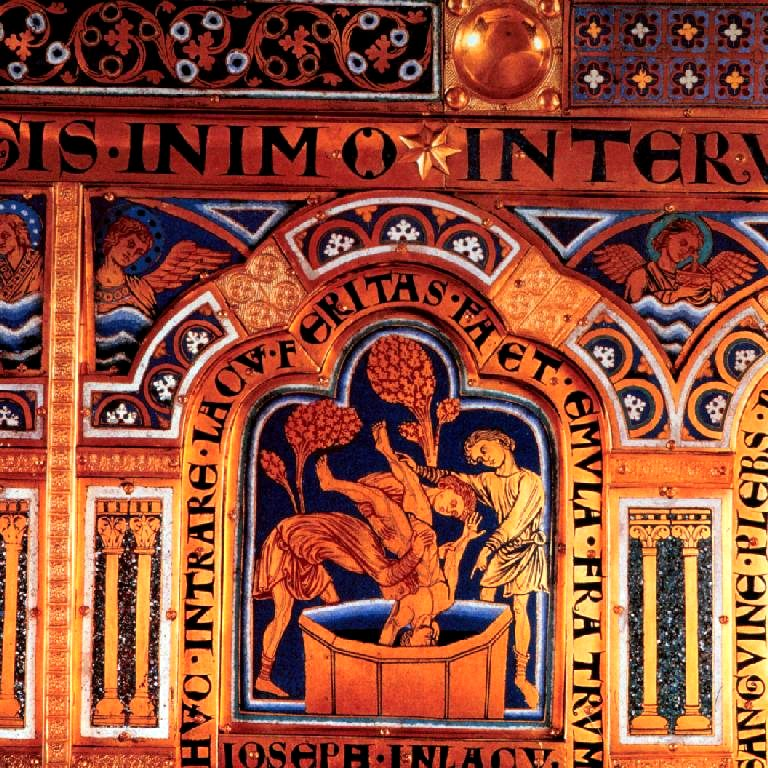
Joseph dans la citerne.
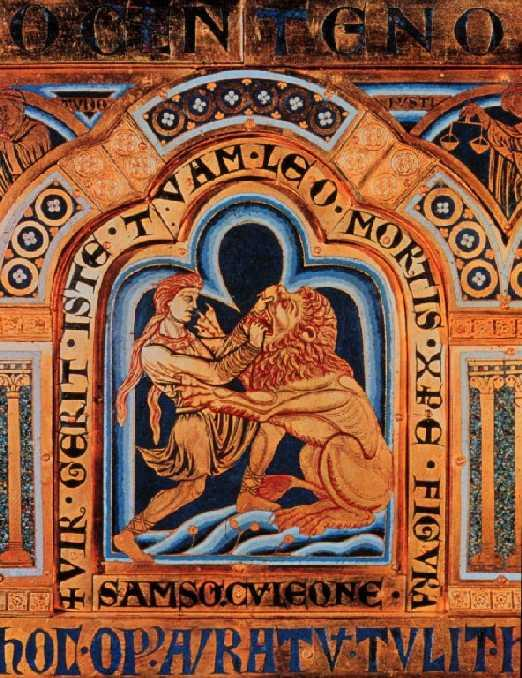
Samson et le lion.